# Old Cleeve
Old Cleeve is een civil parish in het bestuurlijke gebied Somerset West and Taunton, in het Engelse graafschap Somerset met 1672 inwoners.